# Eustache Knobelsdorf
Eustache Knobelsdorf, né le 14 mars 1519 à Lidzbark Warmiński en Prusse (dans sa partie polonaise)et mort le 11 juin 1571 à Breslau, est un poète et humaniste de langue allemande.

## Biographie
Il a fait ses études dans plusieurs villes d'Europe, dont Paris, où il séjourne de 1541 à 1543. Il écrit ou projette d'écrire plusieurs éloges de villes (Louvain, Orléans, Rome) avant que sa Lutetiae descriptio (« description de Paris ») paraisse à Paris en 1543. Il s'agit d'un texte en vers latins, obéissant aux conventions du genre (références à l'antiquité gréco-romaine, éloge de la monarchie...), mais dont certains passages font toutefois preuve d'originalité, comme ceux où il s'intéresse aux techniques de construction, en pierre et en plâtre. Sa correspondance montre un point de vue plus personnel sur la vie à Paris : ainsi, s'il vante les mérites de la Sorbonne comme protectrice de l'orthodoxie dans son poème en latin, il se montre horrifié dans ses lettres par les exécutions d'hérétiques auxquelles il assiste à Paris.

## Publications
- Eustache Knobelsdorf, Lutetiae descriptio, traduction et présentation d'Odette Sauvage, Publications de l'université des langues et lettres de Grenoble, 1978 (compte-rendu).
- (la) Lutetiae Parisiorum descriptio , authore Eustathio a Knobelsdorf, 1543 [lire en ligne], sur Gallica.